# 少女フレンド
『少女フレンド』（しょうじょフレンド）は、かつて講談社から発行されていた日本の漫画雑誌。

## 概要
1962年、12月号を最後に休刊した月刊『少女クラブ』の路線を継ぐ週刊誌として誕生。『クラブ』と『なかよし』で培われた少女向け雑誌作りのノウハウと、『週刊少年マガジン』で得た週刊誌作りの経験を活かしたものだった。
1963年、競合誌『マーガレット』（集英社）が創刊され、激しい競争を展開。
1970年、『少女コミック』（小学館）も週刊誌化（『少女コミック』自体は1968年に創刊）され、競争はさらに激化した。こうした状況の中で、『はいからさんが通る』（大和和紀）や『生徒諸君!』（庄司陽子）などといった作品を輩出していったが、雑誌の勢いそのものは徐々に低下していった。
1974年、週刊から月2回刊に移行。
- 週刊少女フレンド時代 全国書誌番号:00010842
- 誌名から「週刊」を外した隔週刊時代 全国書誌番号:00081905

1991年、月刊誌に移行。
1996年、10月号をもって廃刊。『なかよし』、集英社『りぼん』（この2誌は今も刊行中）に次ぐ講談社の少女漫画誌の名門の廃刊には多くの人が驚き、テレビのニュース番組でも取り上げられた。

## 廃刊前後の動き
『少女フレンド』廃刊前の1996年7月、『Kiss』増刊号として『デザート』が発行されたが、執筆陣の多くは『少女フレンド』所属の若手漫画家であり、実質的な後継誌はこの『デザート』となった。『少女フレンド』の廃刊後、この『デザート』は数ヶ月ごとに発行され、1997年9月号より月刊誌として新創刊された。
なお、増刊枠の『ザ・フレンド』は、本誌の廃刊後も残っていたが、1999年、『デザート』の増刊枠である『ザ・デザート』に吸収される形で消滅した。
関連雑誌の『別冊フレンド』は2021年現在も存続している。

## 主な作家
- 赤塚不二夫 - 『ジャジャ子ちゃん』、『ヒッピーちゃん』、『てっちゃん』
- あさぎり夕 - 『女の子の不・思・議』、『女の子のホ・ン・キ』、『紅伝説』
- 飛鳥幸子 - 『白いリーヌ』
- 石井まゆみ - 『びんばりハイスクール』、『気まぐれマロン』
- 犬木加奈子 - 『不思議のたたりちゃん』
- 今村洋子
- 楳図かずお - 『ねこ目の少女』、『へび少女』
- 里中満智子 - 『アリエスの乙女たち』、『ナナとリリ』
- 庄司陽子 - 『生徒諸君!』
- 関よしみ
- 手塚治虫 - 『リボンの騎士』
- 古谷三敏 - 『ピンキーちゃん』
- 細川智栄子 - 『あこがれ』
- 望月あきら - 『サインはV』（原作：神保史郎）
- 大和和紀 - 『はいからさんが通る』、『モンシェリCoCo』
- 西尚美 - 『まひろ体験』、『夏にきいてくれ』
- わかつきめぐみ - 『きんぎんすなご』
- 文月今日子 - 『グリーン・レクイエム』（原作：新井素子）、『クレドーリア621年』
- 三浦実子 - 『緑夢』、『リターン』

## 派生誌
- 別冊フレンド
- ザ・フレンド
- ハローフレンド - 全国書誌番号:00033296：1980年に創刊され通巻82号（1986年11月）までは月刊であったが、のちに隔月刊となり、通巻88号（1987年12月）を最後に休刊した。